# Thomas Pacchalenius
Thomas Pacchalenius, född 12 april 1703 i Vånå, Tavastehus län, död 26 januari 1784 i Lojo, var en finländsk präst.
Pacchalenius prästvigdes 1734 och blev i Vånå assisterande kyrkoherde 1737, kaplan 1738 och kyrkoherde 1740. Han blev föremål för hattregeringens politiska förföljelseiver. Generalguvernören i Finland, Gustaf Fredrik von Rosen, angav honom nämligen 1748 hos regeringen som misstänkt för olovlig brevväxling med Ryssland, varefter han fängslades och underkastades strängt förhör. Som inga bevis kunde förebringas mot honom, blev han efter en mera än tvåårig rättegång frikänd av Åbo hovrätt. Sedan han vid 1752 års riksdag förgäves sökt upprättelse, åtog sig det finländska prästerskapet vid 1756 års riksdag hans sak och utverkade åt honom en skadeersättning av 3 000 daler silvermynt. År 1762 blev han kyrkoherde i Lojo.